# 昭披耶·那空叻差是瑪 (通因·那·叻差是瑪)
昭披耶·那空叻差是瑪 (通因·那·叻差是瑪)（1780年—1845年），名通因（ทองอินท์），是暹羅（泰國）的一位王子。他是吞武里王國國王鄭昭的幼子。他的母親是昭宗·曼達·昭英專。昭英專是昭披耶·那空是貪瑪叻 (努)的女兒，努在1769年被鄭昭打敗後，鄭昭迎娶昭英專，後來生下了他。
通因在拉瑪二世在位末期被任命為那空叻差是瑪的總督。他是博丁德差的姻親，在拉瑪三世在位期間具有舉足輕重的地位。1826年萬象國王昭阿努起兵反叛暹羅統治。昭阿努入侵那空是貪瑪叻府，他戰敗逃跑。昭阿努試圖捉拿他，但失敗。亞莫夫人率民兵不斷抵抗，迫使萬象兵撤退。最後，博丁德差率領大軍將萬象兵驅逐。通因得以返回那空叻差是瑪。
1833年，越南的黎文𠐤佔據南圻叛亂。瑪哈·巴育拉翁率領海軍抵達西貢支援叛軍，通因是這支海軍的先鋒官。後來又參與了1841年對越南的戰爭。